# Ernesto Giménez Caballero
Ernesto Giménez Caballero (Madrid, 2 agosto 1899 – Madrid, 14 maggio 1988) è stato uno scrittore e politico spagnolo, appartenente alla cosiddetta Generazione del 27.
Promotore della avanguardie artistiche in Spagna del 1920, fondatore e direttore de La Gaceta Literaria, divenne uno dei primi intellettuali spagnoli ad abbracciare idee fasciste.

## L'attività culturale
Laureatosi in lettere e filosofia all'università di Madrid, nel 1923 pubblicò il suo primo libro: Notas marruecas de un soldado, dove narra le sue impressioni e le sue esperienze personali nella guerra nel Marocco spagnolo. Animatore della vita intellettuale madrilena della seconda metà del 1920, è stato un promotore della avanguardie artistiche in Spagna, nell'orbita del futurismo, influenzato da Marinetti, e del surrealismo.
Nel 1927 fondò e ne fu direttore de La Gaceta Literaria. 
La Gazzetta fu una rivista bisettimanale che riunì le tre generazioni attive nella vita artistica degli anni venti in Spagna, quella del '98, del '14 e la sua, la generazione del '27, e uscì fino al maggio 1932. Il suo volume Yo, inspector de alcantarillas (1928) inaugurò in Spagna la letteratura freudiana.
Nel 1928, con Luis Buñuel fondò a Madrid il primo cine-club del cinema spagnolo. Nel 1930 diresse i cortometraggi "Esencia de verbena" e "Noticiario del Cineclub", oggi considerati pezzi clasici dell'avanguardia spagnola. Nel 1931 realizzò e produsse un cortometraggio Los judíos de patria española, e da allora ne seguirono una decina.
Dopo una visita in Italia nel 1928, Gimènez Caballero divenne uno dei primi intellettuali spagnoli ad abbracciare apertamente idee fasciste, di cui si considerava il "precursore ispanico".  Il 15 febbraio 1929 pubblicò la "Carta a un compañero de la Joven España", come prologo di una traduzione dei testi di Curzio Malaparte, che è stato riconosciuto come il primo manifesto intellettuale del fascismo spagnolo. Collaboró con Ramiro Ledesma Ramos nella creazione del settimanale La Conquista del Estado nel marzo del 1931.
Aderito al movimento nazional-sindacalista JONS (Juntas de Ofensiva Nacional Sindicalista) fu nel febbraio 1934 a favore di unificazione con la Falange spagnola fondata da José Antonio Primo de Rivera. Ma restò in disparte dal partito con la crisi del gennaio 1935. Quell'anno ottenne la cattedra di Letteratura all Instituto Cardenal Cisneros di Madrid.

### Nella guerra civile
Lo scoppio della rivolta militare (Alzamiento) del luglio 1936 lo sorprese a Madrid.  Fuggendo dalla repressione dei Repubblicani, giunse in Italia, dove si incontrò con Mussolini, e da lì, all'inizio di novembre, tornò in Spagna, a Salamanca. Il generale Francisco Franco lo mise al comando del generale José Millán-Astray per organizzare l'apparato di propaganda dipendente dal quartier generale delle truppe nazionaliste.
Durante la guerra civile spagnola, difese l'unificazione della Falange con il carlismo.  Fu lui a scrivere la bozza del discorso pronunciato da Franco davanti al microfono della Radio Nazionale, nella notte del 18 aprile 1937, che annunciava l'unificazione sotto il suo comando di tutte le forze politiche nazionaliste nel Movimiento Nacional. Giménez Caballero fu nominato membro della Segreteria politica del nuovo partito unificato, "FET y de las JONS".  E nell'ottobre del 1937 fu membro del Consiglio nazionale. Collaborò praticamente con tutta la stampa pubblicata nella zona nazionalista.
Terminata nel 1939 la guerra con la vittoria franchista, tornò a insegnare e nel 1940 pubblicò Lengua y Literatura de España y su Imperio

### Deputato e diplomatico
Fu deputato nelle Cortes franchiste, ininterrottamente, in successive legislature dalla sua creazione nel 1943 (nella sua veste di Consigliere nazionale di FET e delle JONS) fino alla legislatura del 1955-1958, su nomina del Capo dello Stato.
Nel 1954 divenne addetto culturale dell'Ambasciata spagnola in Paraguay, poi in Brasile e, infine, nel 1958 fu nominato ambasciatore di Spagna in Paraguay, posizione che ricoprì fino al suo pensionamento nel 1970.
Ottenne due volte il "Premio nazionale di letteratura Josè Antonio Primo de Rivera". Nel 1985, infine, vinse il Premio Espejo de España dell'editore Planeta, per il suo lavoro Retratos españoles.

## Opere
- Notas marruecas de un soldado, 1923
- Carteles, 1927
- Hércules jugando a los dados, 1928
- Yo, inspector de alcantarillas, 1928
- Circuito imperial, 1929
- Julepe de menta, 1929
- Genio de España, 1932
- La nueva catolicidad. Teoría general sobre el Fascismo en Europa: en España, 1933
- Arte y Estado, 1935
- Roma risorta nel mondo, Milano, Hoepli, 1938
- Lengua y Literatura de España y su Imperio, 1940
- Madrid nuestro, 1944
- Maravillosa Bolivia, 1957
- Revelación del Paraguay, 1958
- Memorias de un dictador, 1979
- Retratos españoles (bastante parecidos), 1985